# Opiptacris tulagii
Opiptacris tulagii är en insektsart som beskrevs av Boris Petrovich Uvarov 1937. Opiptacris tulagii ingår i släktet Opiptacris och familjen gräshoppor. Inga underarter finns listade i Catalogue of Life.